# Christine Orengo
Christine Anne Orengo (22 de junio de 1955) es una profesora de Bioinformática en el University College London (UCL) conocida por su trabajo sobre la estructura de las proteínas, particularmente la base de datos CATH.

## Trayectoria
Orengo estudió Física Química en la Universidad de Bristol donde se graduó en Ciencia. Continuó sus estudios en la Universidad de Aberdeen donde obtuvo en 1977 una maestría en Ciencia en Física Médica con un trabajo de investigación sobre la disrupción del metabolismo de hierro. Se doctoró en la UCL en 1984 con una investigación sobre las propiedades de la reducción-oxidación del hemo en proteínas en 1984.
Trabajó en la industria antes de ser nombrada investigadora postdoctoral en el National Institute for Medical Research (NIMR) en Mill Hill donde trabajó hasta 1990. Se unió al Departamento de Bioquímica y Biología Molecular de la UCL y en 1995 logró una beca sénior del Medical Research Council (MRC). En 2002 le promocionaron como profesora de Bioinformática en el University College London (UCL).
Sus investigaciones analizan genes, proteínas y los sistemas biológicos utilizando métodos computacionales para clasificar proteínas en familias evolutivas. Este trabajo fue financiado por el Medical Research Council (MRC) y el Biotechnology and Biological Sciences Research Council (BBSRC).
Es coeditora con David Jones y Janet Thornton del libro Bioinformatics: Genes, Proteins and Computers y de numerosas publicaciones más.
Desde 2011 está en junta de la International Society for Computational Biology (ISCB) y desde 2013 es vicepresidenta. 

## Premios y reconocimientos
- Miembro de la Organización Europea de Biología Molecular (EMBO) en 2014.[13]
- Miembro de la International Society for Computational Biology (ISCB) en 2016.[12]